# Eleccions legislatives sueques de 1940
Les eleccions legislatives sueques del 1940 es van celebrar el 15 de setembre de 1940. El Partit Socialdemòcrata va seguir sent el partit més gran, guanyant 134 escons a l'Andra kammaren del Riksdag. És una de les dues eleccions generals de la història de Suècia on un sol partit va rebre més de la meitat dels vots.
Les eleccions van tenir lloc enmig de la Segona Guerra Mundial, amb els països veïns Dinamarca i Noruega ocupats pels nazis. Els principals partits estaven representats al gabinet del govern. Alguns dels partits van demanar l'ajornament de les eleccions a causa de la guerra. No obstant això, Per Albin Hansson va dir que s'havien de respectar els processos democràtics. Ben Arneson va qualificar les eleccions com una "elecció de cavallers" sense crítiques.

## Resultats
|                         |                                   |           |        |           |     |  |  |  |
| Partits                 | Partits                           | Vots      | %      | Escons    | +/− |  |  |  |
|                         | Partit Socialdemòcrata            | 1,546,804 | 53.81  | 134 / 230 | 22  |  |  |  |
|                         | Organització Nacional de la Dreta | 518.346   | 18.03  | 42 / 230  | 2   |  |  |  |
|                         | Lliga de Pagesos                  | 344.345   | 11,98  | 28 / 230  | 8   |  |  |  |
|                         | Partit Popular                    | 344.113   | 11,97  | 23 / 230  | 4   |  |  |  |
|                         | Partit Comunista                  | 101.424   | 3.53   | 3 / 230   | 2   |  |  |  |
|                         | Partit Socialista                 | 18.430    | 0,64   | 0 / 230   | 6   |  |  |  |
|                         | Partit Socialista d'Esquerra      | 898       | 0,03   | 0 / 230   | =   |  |  |  |
|                         | Altres partits                    | 57        | 0,00   | 0 / 230   | =   |  |  |  |
|                         |                                   |           |        |           |     |  |  |  |
| Vots vàlids             | Vots vàlids                       | 2.874.417 | 99,49  |           |     |  |  |  |
| Vots blancs i invàlids  | Vots blancs i invàlids            | 14.720    | 0,51   |           |     |  |  |  |
| Total                   | Total                             | 2.889.137 | 100,00 | 230       | =   |  |  |  |
| Inscrits / participació | Inscrits / participació           | 4.110.720 | 70,28  |           |     |  |  |  |